# Муизз ад-дин Бахрам-шах
Муизз ад-дин Бахрам-шах (ум. 1242) — султан Дели из мамлюкской династии Шамсийа в 1240—1242 годах.
Бахрам-шах был младшим сыном султана Шамс ад-дина Илтутмиша и был возведён на престол после свержения восставшей тюркской знатью Разии-султан в 1240 году. Фактическая власть перешла в руки наиба Малика Ихтиар ад-дина Айтегина. Однако такая ситуация не устроила Бахрам-шаха и вскоре Айтегин был убит.
В следующем году среди сановников был раскрыт заговор с целью свергнуть Бахрам-шаха и заговорщики были удалены с занимаемых постов, а причастный к заговору амир-и-хаджиб Бадр ад-дин Санкар Руми был казнён. В декабре 1241 года Лахор был занят монголами. Во время похода, предпринятого для освобождения Лахора, один из таджикских амиров Хаджа Мухаззаб ад-дин составил заговор с целью организации массового мятежа знати. Восставшие заняли Дели и убили Бахрам-шаха. 